# Eugene Aram
Eugene Aram (Ramsgill, Yorkshire, 1704 – Iorque, 6 de agosto de 1759) foi um filólogo inglês, mas é mais conhecido como o assassino celebrado por Thomas Hood em sua balada, The Dream of Eugene Aram, e por Bulwer-Lytton, em seu romance de 1832, Eugene Aram.

## Juventude
Aram nasceu de pais humildes em Ramsgill, Yorkshire. Ainda jovem, se casou e se estabeleceu como professor em Netherdale, e durante os anos que viveu lá, aprendeu sozinho latim e grego.
Em 1734 mudou para Knaresborough, onde permaneceu como professor até 1745. Naquele ano, um homem chamado Daniel Clark, amigo íntimo de Aram, após adquirir uma quantidade considerável de bens de alguns comerciantes da cidade, desapareceu repentinamente. As suspeitas de seu misterioso desaparecimento caíram todas sobre Aram. Seu jardim foi revistado, e alguns dos produtos adquiridos foram encontrados lá. Como, porém, não havia provas suficientes para condená-lo por qualquer crime, Aram foi liberado, e logo depois partiu para Londres, deixando a mulher para trás.

## Viagens
Por vários anos viajou através de regiões da Inglaterra, trabalhando como professor-assistente em uma série de escolas, até se estabelecer em definitivo na Grammar School de King's Lynn, em Norfolk. Durante suas viagens, coletou materiais consideráveis para um trabalho que havia projetado em etimologia, intitulado A Comparative Lexicon of the English, Latin, Greek, Hebrew and Celtic Languages. Foi, sem dúvida, um filólogo original, que percebeu, o que ainda não era admitido pelos estudiosos, a afinidade da língua celta com as outras línguas europeias, e poderia disputar a então aceita crença de que o latim era derivado do grego.
Os escritos de Aram mostram que ele tinha entendido a ideia correta sobre o assunto do caráter indo-europeu das línguas celtas, que não era estabelecido até James Cowles Prichard publicar seu livro, Eastern Origin of the Celtic Traditions, em 1831. Mas ele não estava destinado a viver na história como um pioneiro de uma nova filologia.

## Julgamento
Em fevereiro de 1758 um esqueleto foi desenterrado em Knaresborough, e surgiu a suspeita de que poderia ser o de Clark. A esposa de Aram tinha mais de uma vez relatado que seu marido e um homem chamado Houseman sabiam do segredo do desaparecimento de Clark. Houseman foi imediatamente preso e confrontado com os ossos que tinham sido encontrados. Ele afirmou sua inocência, e, pegando um dos ossos, disse: "Este osso é tão meu quanto o de Dan Clark" Sua maneira de dizer isso despertou a suspeita de que ele sabia mais coisas sobre o desaparecimento de Clark. Quando questionado, ele contestou, que estava presente no assassinato de Clark juntamente com outro homem, Terry, de quem nunca mais se teve notícias. Ele posteriormente implicou Aram e também deu informações do local onde o corpo teria sido enterrado no interior da caverna de São Roberto, um local bem conhecido perto de Knaresborough. Um esqueleto foi desenterrado lá, e Aram foi imediatamente detido e enviado para York para ser julgado. O testemunho de Houseman foi admitido como prova contra ele.
Aram conduziu sua própria defesa, e não tentou derrubar as evidências de Houseman, embora houvesse algumas discrepâncias nelas; mas fez um ataque habilidoso sobre a falibilidade da evidência circunstancial em geral, e particularmente da evidência relacionada à descoberta dos ossos não identificáveis. Apresentou vários casos de ossos que foram encontrados em cavernas, e tentou mostrar que os ossos encontrados na caverna de São Roberto eram provavelmente de um eremita que tinha habitado o local.

## Morte
Aram foi considerado culpado e condenado a ser executado em 6 de agosto de 1759, três dias depois de seu julgamento. Embora em sua cela, ele tenha confessado sua culpa, e relatado o que motivou o crime, afirmando que havia descoberto um caso entre Clark e sua própria esposa. Na noite anterior à sua execução, fez uma tentativa frustrada de suicídio cortando as veias de seu pulso.
Eugene Aram foi enforcado em Tyburn de York em agosto de 1759. Seu crânio está preservado no museu de King's Lynn.

## Aram na Literatura
A balada de Thomas Hood, The Dream of Eugene Aram centrada na atividade de Aram como professor, contrasta a sua capacidade acadêmica com seus impulsos assassinos escondidos. O romance de Bulwer-Lytton, Eugene Aram, cria uma figura romântica dividida entre a violência e os ideais visionários, uma imagem que também é retratada na peça teatral Eugene Aram, de William Gorman Wills, na qual Henry Irving assumiu o papel principal.
Na série televisiva de 2004, Most Haunted Live!, Derek Acorah é "possuído" pelo espírito de Aram, enquanto eles estavam na procura do fantasma de Dick Turpin.
Eugene Aram é também referenciado na antepenúltima estrofe do poema de 1935 de George Orwell, "A Happy Vicar I Might Have Been".